# 雨の雫
「雨の雫」（あめのしずく）は、日本のデュオ・花*花のインディーズ3作目のシングル。

## 概要
- 前作「アドバイザー」から2ヶ月ぶりのシングル。
- カップリング曲は初めておのまきこが手掛けた楽曲が収録された。

## 収録曲
1. 雨の雫
作詞・作曲：こじまいづみ
編曲：パパダイスケ、花花
2. 空の青
作詞・作曲：おのまきこ
編曲：パパダイスケ、花花
2009年におのが発売したカバーアルバム『Origin』にてセルフカバーしている。
3. 雨の雫 [OFF VOCAL VERSION]
作曲：こじまいづみ
編曲：パパダイスケ、花花
表題曲のオフヴォーカルバージョン。

## 参加ミュージシャン
花*花
- こじまいづみ：Vocal (#1)、Piano (全曲)
- おのまきこ：Vocal (#1,2)

Support Musician
- パパダイスケ：Guitars & Keyboards (#1,3)
- 小笹了水：Bass (#1,3)
- 浅川ジュン：Drums (#1,3)
- 長野昭子：Violin (全曲)
- 山本愛子：Violin (全曲)
- 高田豊子：Viola (全曲)
- 上塚憲一：Cello (全曲)

## 収録アルバム
- 11songs (#1 ALBUM MIX,2 PIANO MIX)
- 11songs（+4） (#1 ALBUM MIX,2 SINGLE MIX)
- 2×20 (#1 ALBUM MIX)